# Меде
Мѐде (на италиански: Mede, на местен диалект: Mèed, Меед) е градче и община в Северна Италия, провинция Павия, регион Ломбардия. Разположено е на 93 m надморска височина. Населението на общината е 6641 души (към 2017 г.).